# Deuterotònic
Un mot deuterotònic (del grec. δεύτερος 'segon' i tònic) és aquell que té l'accent tònic (accent prosòdic) o l'accent d'intensitat a la segona síl·laba (comptant des del principi de la paraula), mentre que els mots prototònics el tenen a la primera síl·laba.